# Donna in guerra
Donna in guerra è un romanzo di Dacia Maraini pubblicato nel 1975. 
Tre anni dopo ne fu tratto un adattamento cinematografico dal titolo Io sono mia, con protagonisti Stefania Sandrelli e Michele Placido.
Il libro è stato tradotto in turco col titolo Can Yayinlari.

## Trama
Una giovane coppia, costituita dal metalmeccanico Giacinto e dalla maestra elementare Vanna, prende in affitto per il mese di agosto una casetta sull'isola di Addis. Il marito si dedica soprattutto alla pesca subacquea, mentre la moglie preferisce occuparsi della casa. La sera i coniugi si recano in paese per mangiare un gelato e veder passare i «belli», giovani isolani che concedono le loro grazie a ricche turiste straniere.
Un giorno Vanna incontra per strada una donna di nome Giottina e si lega d'amicizia con lei e con la lavandaia Tota. Giacinto, da parte sua, trova un compagno di pesca nel giovane Santino, che spesso invita a casa a mangiare il frutto delle loro battute. Una sera i due coniugi sono ospitati a cena da Peppino Pizzocane, il padre di Santino che ha altri cinque figli e che si mette improvvisamente a parlare di argomenti scabrosi, mettendo Vanna a disagio; la donna è crucciata anche dai continui dispetti dei vicini di casa, probabilmente offesi per il fatto che i due villeggianti non hanno cercato la loro compagnia.
Vanna viene poi avvicinata da Suna, una ragazza poliomielitica di bell'aspetto che aveva già notato in paese, la quale le racconta che Santino aveva lavorato da lei come cameriere e le confida di esserne segretamente innamorata. Poco tempo dopo Suna si presenta alla casetta di Vanna e Giacinto col suo amico Vittorio, che si mette a fare discorsi estremisti, sgraditi a Giacinto che milita nel PCI.
Giottina e Tota portano Vanna sul monte dell'isola, dov'è appena morta un'eccentrica americana che derubano dei gioielli. Il fatto scuote la maestra, che si rende conto della distanza antropologica e morale che corre tra lei e gli isolani. Al mercato incontra Orio, fratello di Santino, che in quei giorni sta solo a casa con sua madre perché suo padre è morto e i suoi fratelli se ne sono andati. Vanna lo invita alla sua casa di villeggiatura mentre il marito è assente e, intenerita, ha con lui un rapporrto sessuale.
Vittorio torna ad Addis col suo amico Faele, racconta a Vanna la storia famigliare di Suna e le chiede dei soldi per il suo movimento, chiamato "Vittoria proletaria". Vanna riceve poi il congedo di Orio, che ha un serio problema di salute e si reca da solo a Napoli per farsi ricoverare in ospedale. Anche per avere l'occasione di rivederlo, Vanna accetta la proposta di Suna di andare a stare nella sua casa di città per alcuni giorni dopo la fine della villeggiatura, mentre Giacinto rientra a Roma. Incontra Hasan, il padre di Suna, che le fa una buona impressione e le raccomanda di stare vicino a sua figlia, che ora è diventata l'amante di Santino, il quale però ha rapporti anche con Mafalda, un'altra ragazza che milita in Vittoria proletaria. Per conto di questo movimento, Suna e Vanna intervistano delle lavoratrici a cottimo del rione Sanità, ma queste non hanno la percezione di essere sfruttate e, di fronte all'incalzare di Suna, la canzonano per la sua infermità.
Vanna assiste anche ad un'azione del gruppo che rapisce il direttore di un penitenziario dove, nel corso di una rivolta, sono morti dei membri di Vittoria proletaria, e lo spingono a confessare tutti i suoi intrallazzi prima di rilasciarlo.
Orio muore dopo un'operazione che si rivela inutile; Vanna, invece di riaccompagnare Suna ad Addis, come le aveva chiesto Hasan, torna a Roma in autostop. Pochi giorni dopo riceve una lettera di Suna che l'informa dell'arresto di Santino e della latitanza di altri compagni, come Vittorio che è espatriato. Va a vedere la scuola di Centocelle alla quale è stata assegnata: il direttore gliela mostra e le spiega che è frequentata da alunni particolarmente discoli, e che l'insegnante che riesce meglio a tenerli a bada è Rosa Colla, una donna ritenuta bizzarra dai più.
Nella loro abitazione, Vanna e Giacinto ricevono la visita inaspettata di Vittorio, rientrato in Italia sotto falso nome, e della sua fresca sposa, una ventiquattrenne svizzera di nome Dominique. Giacinto si rifiuta di rimane sotto lo stesso tetto con loro e va a dormire da un amico.
Poco dopo l'inizio delle lezioni, Vanna assiste alla scena in cui alcuni dei suoi scolari mimano uno stupro su Maria Stella Capra, la bambina più indifesa della classe, e il fatto la sconvolge. Chiede il parere di Rosa Colla, che segue a casa sua dove la donna tiene una sorta di zoo.
Colta alla sprovvista dal marito, Vanna, che si era ripromessa di non avere figli dopo aver subito un aborto spontaneo, rimane incinta e si rivolge allo stesso medico che ha fatto abortire Rosa Colla, a casa della quale nel frattempo si è trasferita; intanto ha saputo da una lettera di Hasan che Suna si è suicidata. Giacinto, che avrebbe voluto un figlio, si dice disposto a perdonare la moglie e a rispettare la sua scelta, ma Vanna preferisce restare a vivere con la collega.

## Personaggi
- Giovanna Magro detta Vanna e Vannina: maestra romana figlia di genitori siciliani, moglie di Giacinto.
- Giacinto: operaio metalmeccanico, marito di Vanna.
- Giottina: negoziante di Addis che diventa amica di Vanna.
- Tota: donna che gestisce una lavanderia-stireria ad Addis, amica di Giottina poi anche di Vanna.
- Santino Pizzocane: ventenne di Addis, ex cameriere, che diventa amico di Giacinto.
- Peppino Pizzocane: padre di Santino. È un uomo che ha diversi intrallazzi sull'isola di Addis.
- Orio Pizzocane: figlio quattordicenne del precedente e fratello minore di Santino. Soffre di un tumore.
- Gigi, Toto, Armando e Laura Pizzocane: altri figli di Peppino Pizzocane.
- Suna Malrik: ragazza poliomielitica, di padre turco e madre inglese, che spasima per Santino.
- Oliver Malrik: fratello minore di Suna.
- Marta: donna quarantenne, amica di Suna e amante di Oliver.
- Purea Willy: famosa cantante che si esibisce sull'isola di Addis. Tota scopre che porta una parrucca e che è un'ermafrodita.
- Vittorio: amico di Santino, animatore del movimento "Vittoria proletaria".
- Faele: amico di Vittorio, militante di "Vittoria proletaria"
- Giampiero: militante di "Vittoria proletaria" di ricca famiglia, che gira per Napoli su una Jaguar.
- Renzo Bastianin: giovane trentino in villeggiatura ad Addis, militante di "Vittoria proletaria".
- Mafalda: militante di "Vittoria proletaria", amante di Santino a Napoli.
- Il dottor Almirata: direttore del carcere rapito dai militanti di "Vittoria proletaria".
- Dominique: moglie svizzera di Vittorio.
- Il direttore della scuola di Centocelle presso cui va a insegnare Vanna.
- Rosa Colla: collega di Vanna alla scuola di Centocelle.
- Maria Stella Capra: alunna di Vanna alla scuola di Centocelle, che subisce la violenza simulata.
- Vicari e Gelosi: compagni di classe della precedente che simulano la violenza su di lei.

## Edizioni
- Dacia Maraini, Donna in guerra, collana Supercoralli, Torino, Einaudi, 1975.
- Dacia Maraini, Donna in guerra, Milano, Euroclub, 1978.
- Dacia Maraini, Donna in guerra, collana Nuovi Coralli, n. 272, Torino, Einaudi, 1980.
- Dacia Maraini, Donna in guerra, collana BUR, Milano, Rizzoli, 1999, ISBN 88-17-10618-6.
- Dacia Maraini, Donna in guerra, collana BUR. Scrittori contemporanei, Milano, Rizzoli, 2008, ISBN 978-88-17-10618-4.
- Dacia Maraini, Donna in guerra, collana Stelle danzanti, Milano, Mondolibri, 2015.